# 일본의 중요문화재
일본의 중요문화재(重要文化財)는 일본에 소재하는 건조물, 미술 공예품 등의 유형문화재 가운데 문화사적·학술적으로 특히 중요한 것으로 일본 문화재보호법에 근거하여 일본 정부(문부과학대신)가 지정한 문화재를 가리킨다. 약칭은 중문(重文)이며 일본 문화청에 의한 영어 표기는 ‘Important Cultural Properties’이다. 지방공공단체가 각각의 문화재보호조례에 따라 지정하는 유형문화재에 대해서도 ‘현 지정 중요문화재’, ‘시 지정 중요문화재’ 등으로 호칭되는 경우가 있지만, 단지 ‘중요문화재’라고 하는 경우는 통례상 국가에서 지정한 유형문화재를 가리킨다.

## 지정 건수
중요문화재는 건조물과 미술 공예품으로 크게 나뉘어 미술 공예품은 회화, 조각, 공예품, 서적·전적, 고문서, 고고자료, 역사자료의 7개 부문으로 나뉘어 있다. 지정 건수는 아래와 같다.
- 건조물 - 2,381건 4,449동(국보 216건 264동 포함, 2011년 6월 20일 지정분까지)
- 미술 공예품 - 10,430건(집국보 866건 포함, 2011년 6월 27일 지정분까지)
  - 회화 - 1,974건(국보 158건 포함)
  - 조각 - 2,654건(국보 126건 포함)
  - 공예품 - 2,428건(국보 252건 포함)
  - 서적·서적 - 1,882건(국보 223건 포함)
  - 고문서 - 739건(국보 60건 포함)
  - 고고자료 - 586건(국보 44건 포함)
  - 역사자료 - 167건(국보 3건 포함)

도도부현별 지정 건수(都道府県別指定件数, 2011년 6월 27일 현재)
- 도쿄도 - 2,371건
- 교토부 - 2,252건
- 나라현 - 1,381건
- 시가현 - 811건
- 오사카부 - 696건

## 같이 보기
- 일본의 국보
- 일본의 세계유산